# Saint-Étienne-de-Gourgas
Saint-Étienne-de-Gourgas è un comune francese di 451 abitanti situato nel dipartimento dell'Hérault nella regione dell'Occitania.

## Società

### Evoluzione demografica
Abitanti censiti